# Norweska rodzina królewska

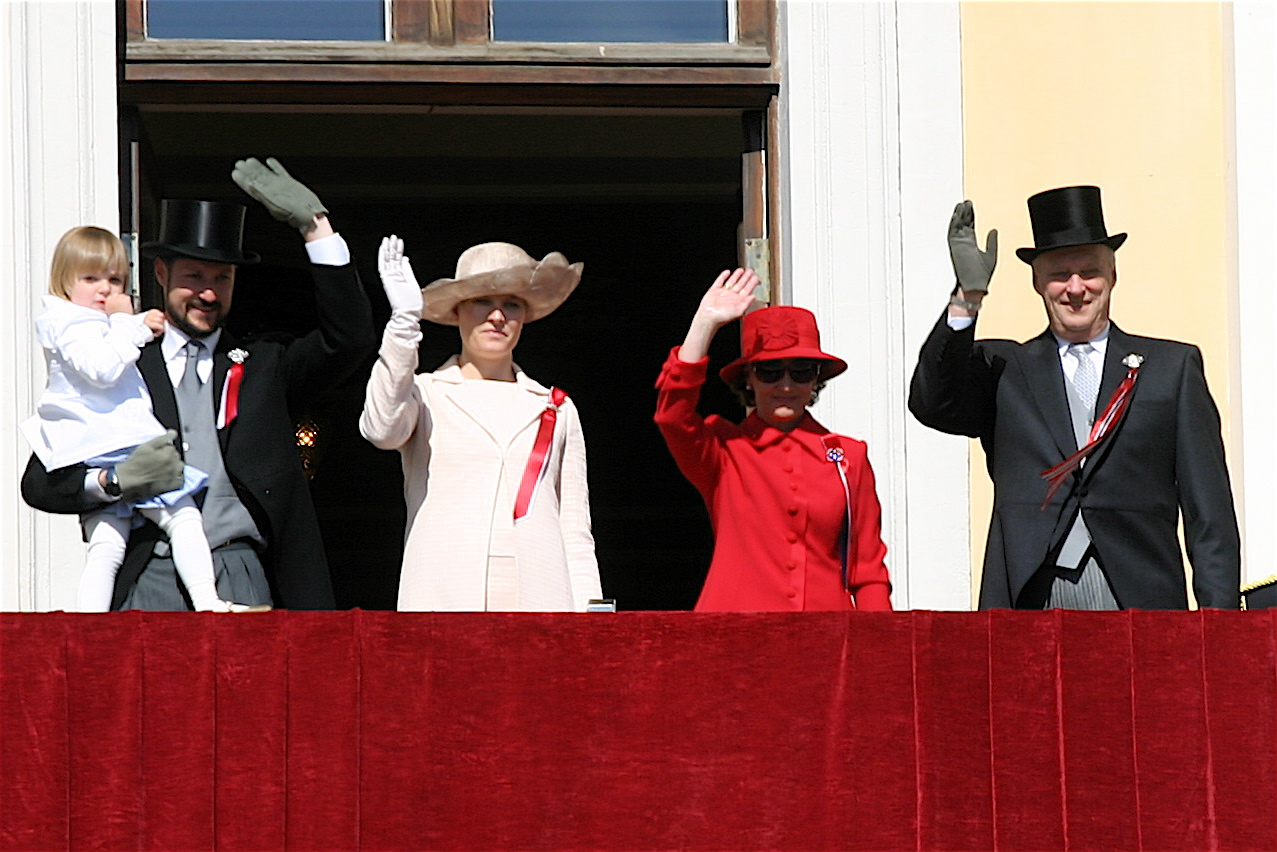
Przedstawiciele norweskiego Domu Królewskiego (2007)

Norweska rodzina królewska (nor. Kongefamilien) – grupa osób, które łączą bezpośrednie relacje rodzinne z monarchą norweskim. Obecnie panujący król Norwegii pochodzi z dynastii Glücksburgów.
Wszyscy członkowie Domu Królewskiego (nor. Kongehuset) są tytułowani Ich Królewską Wysokością (z wyjątkiem samego króla oraz jego żony, którzy tytułowani są Ich Królewską Mością). Pozostali członkowie rodziny królewskiej używają predykatu Ich Wysokości bądź nie używają żadnego predykatu.

## Członkowie
Dom Królewski (nor. Kongehuset) obejmuje parę królewską, księcia koronnego i jego żonę oraz ich najstarsze dziecko.
- JKM Król Norwegii i JKM Królowa Norwegii
  - JKW Książę koronny i JKW Księżna koronna
    - JKW Księżniczka Ingryda Aleksandra

Rodzina królewska (nor. Kongefamilien) obejmuje osoby, które wchodzą w skład Domu Królewskiego, oraz:
- JW Książę Sverre Magnus (wnuk króla, syn księcia koronnego)
- Marius Borg Høiby (przybrany syn księcia koronnego)
- JW Księżniczka Marta Ludwika (córka króla)
- Maud Angelica Behn (wnuczka króla, córka księżniczki Marty Ludwiki)
- Leah Isadora Behn (wnuczka króla, córka księżniczki Marty Ludwiki)
- Emma Tallulah Behn (wnuczka króla, córka księżniczki Marty Ludwiki)
- JW Księżniczka Astryda (siostra króla)

## Linia sukcesyjna
Ze względu na swoje powiązania rodzinne z królową Wielkiej Brytanii, Wiktorią Hanowerską, osoby znajdujące się w linii sukcesji do norweskiego tronu, zajmują także (odległe) miejsca w linii sukcesji do brytyjskiego tronu.